# Plattformkapitalismus
Plattformkapitalismus (auch Digitaler Kapitalismus, Plattformökonomie oder Digitale Ökonomie) ist ein sozialwissenschaftlicher Begriff, der einen neuen Typus des Kapitalismus kennzeichnet, in dem  Plattform-Unternehmen dominante Wirtschaftsakteure sind. Zu diesen Plattformen werden Google, Facebook, Amazon, Uber oder Airbnb gerechnet. Mit dem Akronym GAFA (auch GAFAM) werden die Tech-Giganten Google, Apple, Facebook, Amazon (und Microsoft) zusammengefasst. Die drei dominierenden chinesischen Plattformen Baidu, Alibaba und Tencent sind entsprechend als BAT bezeichnet worden.
Der Plattformkapitalismus bezeichnet eine neue digitale Wirtschaftsordnung, in der Plattformen als Mittelsmänner („Intermediäre“) Angebot und Nachfrage am Markt zusammenführen. Sie kontrollieren den Zugang zu Gütern und die Prozesse des jeweiligen Geschäftsmodells.
Dem Blogger und Medienberater Sascha Lobo zufolge, der den Begriff des Plattformkapitalismus im deutschsprachigen Raum im Jahr 2014 bekannt gemacht hatte, streben sie nach Macht, um durch Marktbeherrschung „Branchenstandards zu setzen und zu kontrollieren“ und „jede wirtschaftliche Transaktion als Auktion zu inszenieren – auch der Kosten für Arbeit.“
Beim Deutschen Verbrauchertag 2015 wies Harald Welzer in einem Vortrag auf die negativen Folgen des Plattformkapitalismus hin, der soziale Intelligenz und eingeübte soziale Praktiken monetarisiert, selbst aber kaum Arbeitsplätze schafft. Der Begriff fand seinen Weg in das Grundsatzprogramm für die digitale Gesellschaft der SPD im Dezember 2015. Die erste theoretische Beschreibung hatte Nick Srnicek mit Platform Capitalism 2016 vorgelegt.
Der Medienwissenschaftler Bernhard Pörksen betont, dass eine Regulation der sozialen Netzwerke nötig ist, und spricht dabei von einem sogenannten „Plattform-Rat“, der nötig sei; jedoch ohne die Meinungsfreiheit einzuschränken.

## Staab
Philipp Staab spricht bei den Plattformen von einer neuen Konzentration ökonomischer Macht und davon, dass diese zu entscheidenden Herrschaftsstrukturen geworden sind. Im Gegensatz zu ihrem gern verbreiteten Eigen-Narrativ vom Garagentüftler sei ihr Aufstieg eng mit der Politik des Staates gegen existierende Informations- und Kommunikationsmonopole, z. B. der Zerschlagung von AT&T, und nach Paul Windolf mit den Finanzquellen des Finanzmarkt-Kapitalismus verknüpft. Nach Staab verwandelt der Plattformkapitalismus den Neoliberalismus in rauchende Trümmer. Für den Neoliberalismus sei der freie neutrale Markt konstitutiv und Kernstück. Die Plattformen hingegen sind proprietäre Märkte, sie sind der Markt selbst. Aus diesem Besitz beziehen sie Renten und ihr Ziel ist nicht maximale Produktion, sondern die Kapitalisierung eigentlich unknapper Güter, sie sind geradezu Instrumente zur künstlichen Verknappung unknapper Güter. In einer ersten Phase bilden die Plattformen lokale Monopole oder besetzen zumindest starke Marktpositionen, in einer zweiten Phase betreiben sie die Sicherung und Abschließung ihrer soziotechnischen Ökosysteme. Dazu verwenden sie von Ulrich Dolata beschriebene „Lock-in Strategien“, bei denen „switching necessities“ verringert und „switching costs“ erhöht werden. Mit Cloud Computing, Künstlicher Intelligenz und eigenen Bezahlsystemen binden sie die User an sich. Um sich von den Netzbetreibern unabhängig zu machen, kaufen sie Glasfaserkabel und Unterseekabel. Sie treten jedoch zunehmend in Konkurrenz zueinander, so dass von einer oligopolistischen Marktstruktur gesprochen werden kann. Den Staat betrachtet Staab dabei als großen Verlierer des digitalen Kapitalismus, es gäbe keinen Stamokap 2.0. Den Einwand, dass es sich um „kreative Monopole“ handele, da sie jederzeit durch Disruptive Technologien vom Markt gefegt werden können, lässt Staab nicht gelten, da die „Lock-in-Kosten“ zu hoch sind und gerade dort, wo sich die Wirtschaftstheorie neue Wettbewerber erhofft, in der Start-up-Welt, die Plattformen mit ihrer finanziellen Schlagkraft einwirken.

## Kissinger, Schmidt, Huttenlocher
Henry Kissinger, Eric Schmidt und Daniel P. Huttenlocher schreiben in ihrem 2021 erschienenen Buch The Age of AI and our Human Future, dass die KI-gestützten Netzwerk-Plattformen („AI-enabled network platforms“), deren Nutzerbasen die Bevölkerung der meisten Nationen oder sogar von Kontinenten übertreffen, einen gewaltigen Einfluss auf das tägliche Leben, den politischen Diskurs, den Konsum, die Wirtschaftsorganisation und Regierungsmaßnahmen eines Landes haben. Vor allem die KI, von der keiner genau weiß, warum sie eine bestimmte Nachricht, ein Produkt oder eine Route vorschlägt, hat einen riesigen sozialen, ökonomischen, politischen und geopolitischen Einfluss. Nutzer vertrauen den Plattformen Informationen an, welche sie einem Freund oder der Regierung nur zögerlich anvertrauen würden. Entwickelt von praktisch denkenden Ingenieuren, sind diese Plattformen plötzlich in der Lage, Regeln, Parameter und Grenzen festzulegen. Community-Standards würden dadurch so einflussreich wie nationale Gesetze. Die Plattformen sind geopolitisch signifikante Akteure geworden, mit Einflussmöglichkeiten auf Konflikte zwischen Regierungen und auf die internationale Diplomatie. Sie können die industrielle, politische und kulturelle Entwicklung einer konkurrierenden Gesellschaft oder Ökonomie signifikant beeinflussen. In Krisensituationen können Plattformen zu Waffen werden, falls ihr Dienst eingestellt wird. Demzufolge müssen dringend neue Formen der Verständigung und Regeln zwischen Regionen, Regierungen und den Betreibern der Plattformen gefunden werden.

## Plattformen und Planwirtschaft
Der in Oxford tätige Soziologe Vili Lehdonvirta sieht, dass die Plattformen die Freie Marktwirtschaft zunehmend in eine Planwirtschaft nach sowjetischen Muster verwandeln könnten und warnt vor den Folgen dieser Entwicklung. Nach einem einflussreichen Artikel aus dem Jahre 1945 von Friedrich Hayek basiert eine freie Marktwirtschaft auf freien Entscheidungen von Individuen, die mit ihrer Nachfrage über einen Preismechanismus die Ökonomie lenken. Eine einzelne zentrale Autorität könne niemals über die notwendigen Datenmengen verfügen und aus ihnen die Implikationen ableiten, um die Wirtschaft effizient zu lenken. Lehdonvirta sieht die anfänglichen Erfolge der sowjetischen Planwirtschaft auch darin, dass die sowjetische Wirtschaft anfangs nur aus wenigen tausend Betrieben bestand. Jedoch wuchs der Informationsaufwand quadratisch zum Volumen der Produktion und es mussten schließlich 3 Millionen Bürokraten eingesetzt werden, um die Informationen zu sammeln und auszuwerten. Für die Versuche einer computergestützten zentralen Planung, die in der Sowjetunion Kybernetik genannt wurde, waren die damaligen Rechner noch nicht leistungsfähig genug. Anfang der 1960er konnte der fortgeschrittenste sowjetische Computer Ural-4, trotz seiner Größe von 200 Quadratmetern Fläche, nur 250 Bytes pro Sekunde in seinen Speichern lesen. Heutzutage sammelt allein Google jeden Tag 4 Millionen Mal die Menge an Daten, die die Sowjetunion in einem Monat sammelte, und beschäftigt für deren Analyse Zehntausende von Wissenschaftlern, Ingenieuren, Mathematiker und Ökonomen. Über die darauf basierenden Empfehlungsalgorithmen, Incentives und Nudges zentralisieren die Plattformen zunehmend die freien Entscheidungen der Individuen, basierend auf allwissenden Maschinen. Es wäre eine Ironie, wenn Silicon-Valley-Liberale im Streben nach dem perfekten Markt eine „Sowjetunion 2.0“ etablieren. Entscheidender als die Frage, ob zentrale Planung durchzuführen ist oder nicht, sei die Frage, wer die Planung kontrolliert und in wessen Interesse. Plattformen haben ihre Planungsmacht oft für Gutes eingesetzt, aber sie nutzen sie auch für egoistische Ziele. Eine solche Macht kann für Freiheit, Gleichheit und allgemeinen Wohlstand eingesetzt werden, oder auch für private Zwecke.
Zu ähnlichen Überlegungen kommen Leigh Phillipps und Michal Rozworski, sowie Tino Daum und Sabine Nuss.

## Rechtsstatus von Nutzern
Gerichte in verschiedenen Staaten, u. a. das Bundesarbeitsgericht im Jahr 2021, haben Personen, die Aufträge über Plattformen beziehen, als Arbeitnehmer eingestuft. Sie seien damit nicht, wie von den Plattformbetreibern interpretiert, als Selbstständige anzusehen, an die lediglich Aufträge vermittelt würden. Auf nationaler Ebene gibt es vereinzelt Bestrebungen, die Plattformökonomie in Bezug auf das Arbeitsrecht zu regulieren.